# Melba Pattillo Beals

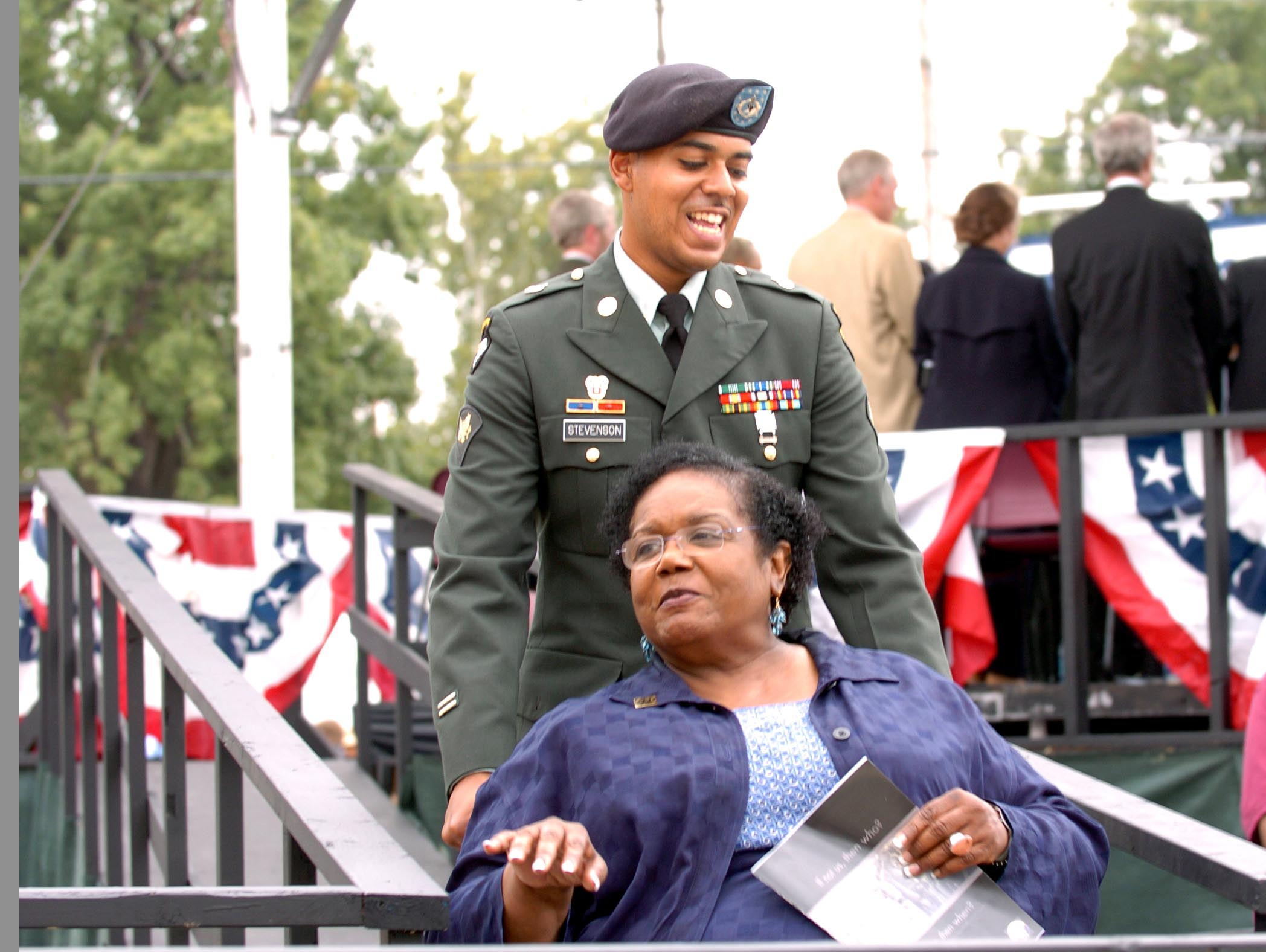
Melba Pattillo Beals (2007)

Melba Pattillo Beals (* 7. Dezember 1941 in Little Rock) ist eine US-amerikanische Bürgerrechtlerin und Autorin. Bekannt wurde sie als eine der Little Rock Nine.

## Leben
Melba Beals wurde 1941 als Melba Pattillo in Little Rock geboren. Sie wuchs in einem gebildeten afroamerikanischen Haushalt auf. Ihre Mutter, Lois Marie Pattillo, wurde nach ihrer Geburt promoviert und arbeitete als Englischlehrerin. Ihr Vater war ein Angestellter bei der Missouri Pacific Railroad.
Für den Großteil ihrer Schullaufbahn musste Pattillo Schulen für schwarze Schüler besuchen, die oft deutlich schlechter ausgestattet waren als die für weiße Schüler. Auch nach dem Urteil des Obersten Gerichtshofs im Fall Brown v. Board of Education, dass die Rassentrennung an Schulen verfassungswidrig sei, ging die Desegregation nur schleppend voran. Erst ein Beschluss des Bezirksgerichts ermöglichte es Pattillo und acht weiteren Schülern – bald bekannt als die Little Rock Nine – 1957 als erste Schwarze die vormals weiße Little Rock Central High School zu besuchen. Trotz der richterlichen Anordnung versuchten rassistisch motivierte Demonstranten und die vom Gouverneur Orval Faubus entsandte Arkansas National Guard die Integration der Central High School zu verhindern. Der Präsident Dwight D. Eisenhower musste zum Schutz der neun Jugendlichen Soldaten der 101st Airborne Division nach Little Rock schicken und die Arkansas National Guard unter Bundeskommando stellen. Pattillo erhielt mehrere Morddrohungen, unter anderem vom Ku Klux Klan. Nachdem die Central High School im folgenden Jahr geschlossen worden war, machte Pattillo ihren Schulabschluss in Santa Rosa.
1961 heiratete sie John Beals. Das Paar hatte eine Tochter und ließ sich zehn Jahre nach der Heirat scheiden. Melba Beals studierte an der San Francisco State University und der Columbia University Graduate School of Journalism Journalistik. Sie beendete ihr Studium 1973 mit einem Master of Arts und arbeitete daraufhin unter anderem als Medienberaterin und Reporterin. 2009 wurde sie an der University of San Francisco in Erziehungswissenschaften promoviert.
1995 veröffentlichte sie mit Warriors Don’t Cry als erste der Little Rock Nine eine Autobiographie. Seitdem hat sie drei weitere autobiographische Werke veröffentlicht, White is a State of Mind, I Will Not Fear und March Forward, Girl.
Pattillo wurde wie die anderen Little Rock Nine für ihren Einsatz für die Bürgerrechtsbewegung vielfach geehrt. 1958 wurden die Little Rock Nine gemeinsam mit einer ihrer wichtigsten Helferinnen, Daisy Bates, mit der Spingarn Medal ausgezeichnet. Der Präsident Bill Clinton ehrte die Little Rock Nine 1999 mit der Congressional Gold Medal.

## Schriften
- Warriors Don’t Cry: A Searing Memoir of the Battle to Desegregate Little Rock’s Central High School. Washington Square Books, New York 1994.
- White is a State of Mind. Putnam Publishing Group, New York 1999.
- I Will Not Fear: My Story of a Lifetime of Building Faith under Fire. Revell, Grand Rapids 2018.
- March Forward, Girl: From Young Warrior to Little Rock Nine. Houghton Mifflin Harcourt, Boston 2018.